# Malaxis chamaeorchis
Malaxis chamaeorchis là một loài thực vật có hoa trong họ Lan. Loài này được (Schltr.) Seidenf. mô tả khoa học đầu tiên năm 1970.